# 龙王山 (无锡)
31°28′56″N 120°14′44″E / 31.4823°N 120.2456°E
龙王山，原名茅岩山，位于中华人民共和国江苏省无锡市滨湖区，是当地的一个旅游景点。

## 特点
龙王山曾因山上岩峦重迭而命名为茅岩山，唐朝曾一度更名为路耿山。其山脉向北接石塘山，向南链接许舍山，东侧为长广溪湿地公园。山上曾有八德庵，后因祭祀龙王而更名为龙王庙，祭祀龙王座像、张巡塑像。张巡当年曾在江淮一带抵御安禄山叛军，为当地民众纪念。1941年，顾复兴、徐明在锡南组建太湖抗日游击支队（顾复兴、徐明分别担任司令、政委）。太湖支队成立后配合主力部队在龙王山与日伪部队交战。

## 图片

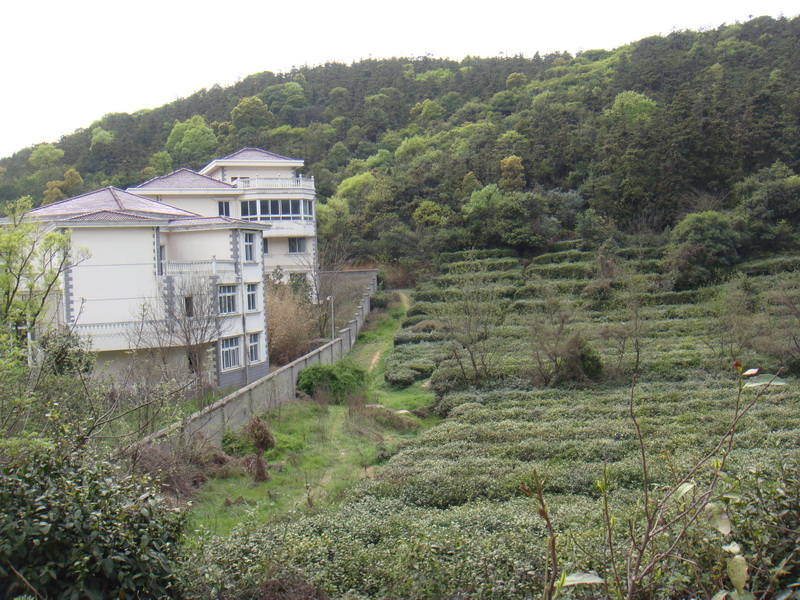
南侧的卧龙山庄
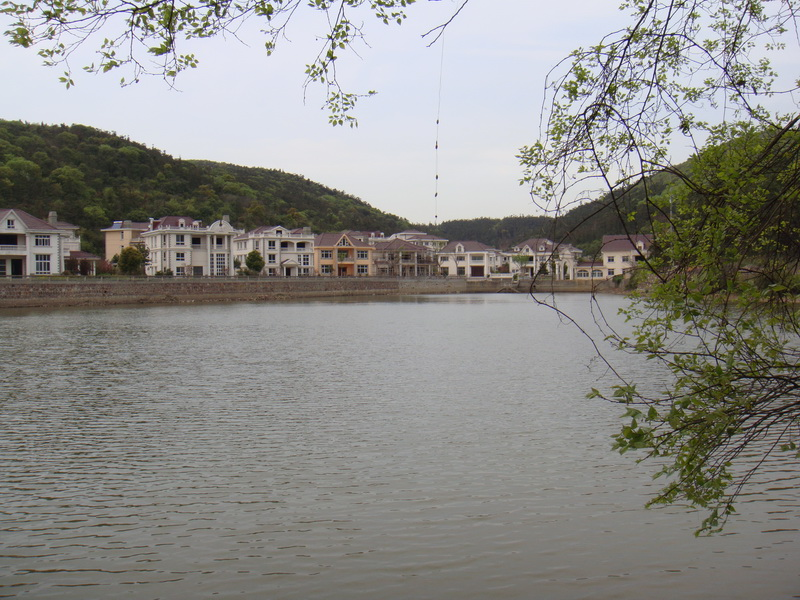
龙王山南侧的水塘
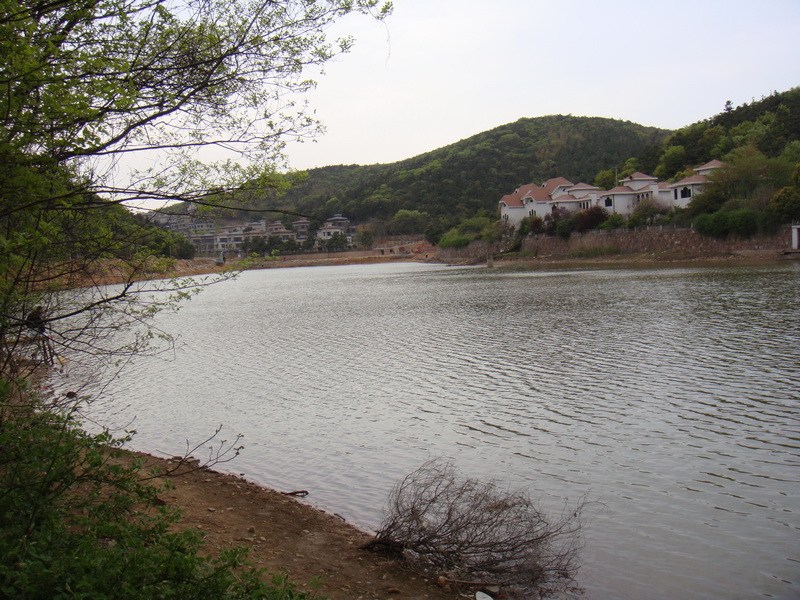
龙王山南侧的水塘
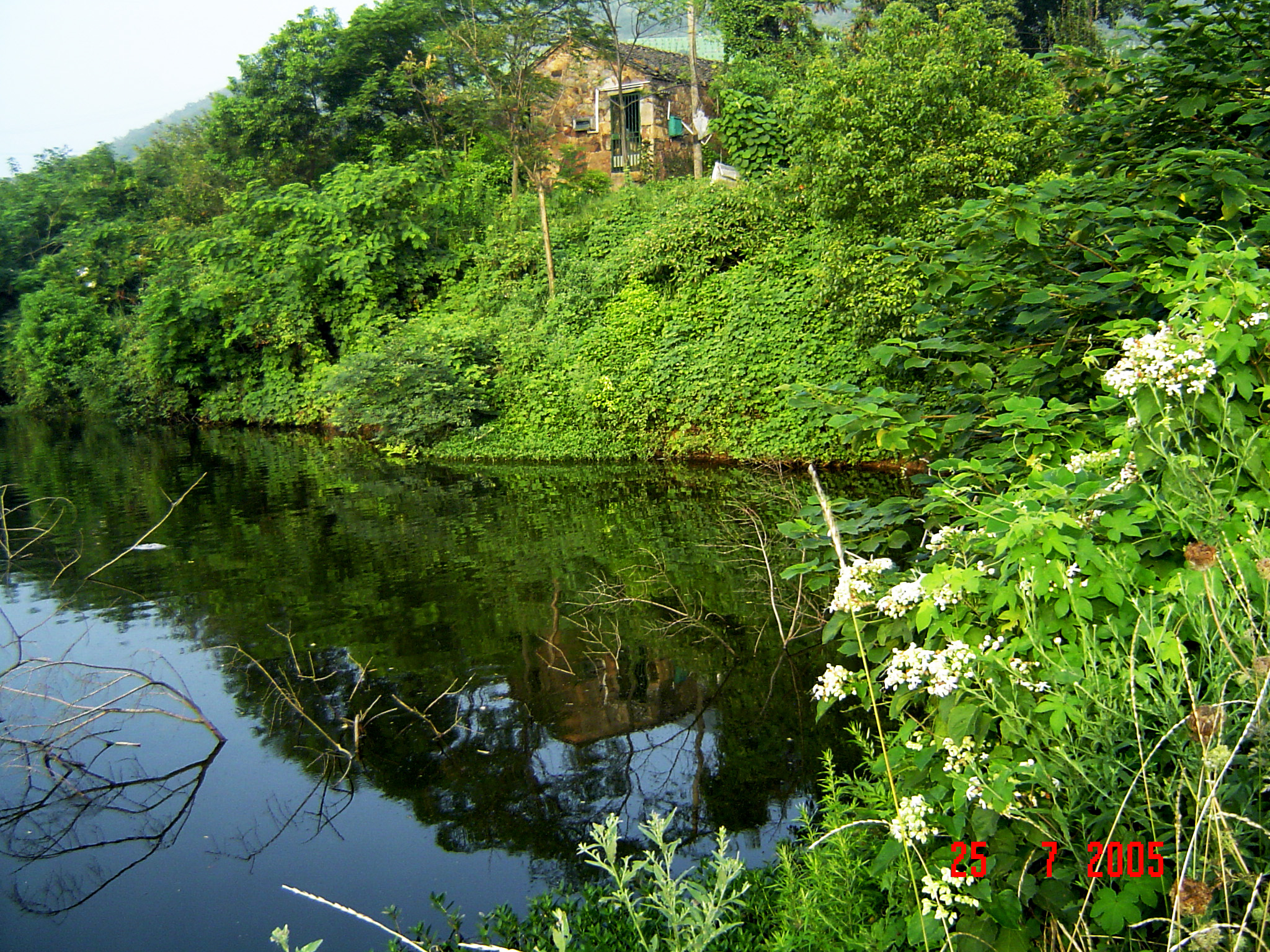
龙王山东侧的水塘
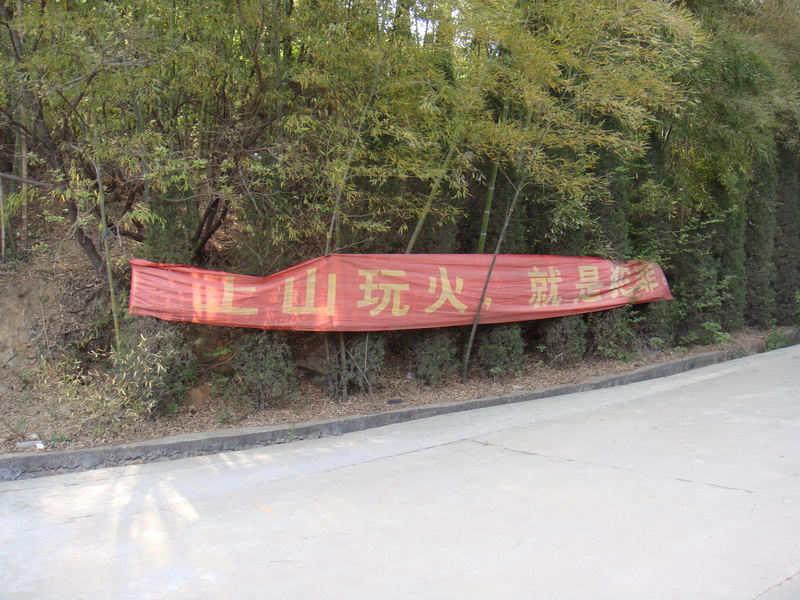
“上山玩火就是犯罪”宣传横幅